# 大阪府立守口支援学校
大阪府立守口支援学校（おおさかふりつ もりぐちしえんがっこう）は、大阪府守口市南寺方東通五丁目にある府立特別支援学校。

## 概要
知的障害者を対象とし、小学部・中学部・高等部を設置する。前身の守口市立養護学校（小学部・中学部）と大阪府立寝屋川養護学校守口分教室（高等部）を発展統合した形で、1996年に大阪府立の養護学校として設置された。

## 沿革
障害児を対象とする守口市立寺方小学校分校が1972年に設置された。分校は1976年に守口市立錦小学校分校に配置換えになったのち、1977年に守口市立養護学校として独立開校した。
一方で1991年、大阪府立寝屋川養護学校守口分教室（高等部）が守口市立養護学校内に併設された。
1996年に大阪府立守口養護学校が設置された。従来の守口市立養護学校と寝屋川養護学校守口分教室が統合する形で発足し、校地も従来のものを引き継いでいる。
学校教育法改正による特別支援学校制度の発足により、2008年には大阪府条例により大阪府立守口支援学校へと改称した。

### 年表
- 1977年 - 前身校の守口市立養護学校が開校。
- 1991年4月1日 - 大阪府立寝屋川養護学校守口分教室を設置。
- 1996年1月1日 - 大阪府条例により大阪府立守口養護学校を設置。
- 1996年3月31日 - 守口市立養護学校を大阪府に移管、大阪府立寝屋川養護学校守口分教室を廃止。
- 1996年4月1日 - 大阪府立守口養護学校開校。
- 2005年 - 高等部に「職業コース」設置。
- 2006年 - 高等部の和太鼓クラブ（愛称「とんとこクラブ」）は、高等学校総合体育大会卓球部門の開会式で演奏。
- 2008年4月1日 - 学校名を「大阪府立守口支援学校」に改名。

## 通学区域
- 守口市
- 門真市（高等部は対象外）

※ただし、門真市在住で高等部へ進学を希望する者は大阪府立寝屋川支援学校へ進学する。